# Alexandre (assessor)
Alexandre (em latim: Alexander) foi oficial romano do século IV, ativo no reinado do imperador Teodósio I (r. 378–395). Possivelmente pode ser associado ao homônimo nativo de Antioquia que foi descrito hostilmente por Libânio como camponês fugitivo que fez fortuna no comércio e empréstimo de dinheiro e que rejeitou a educação grega de seu filho e enviou-o para estudar em Roma. Alexandre foi assessor do consular da Síria Severo antes de 393.